# Feilai Feng

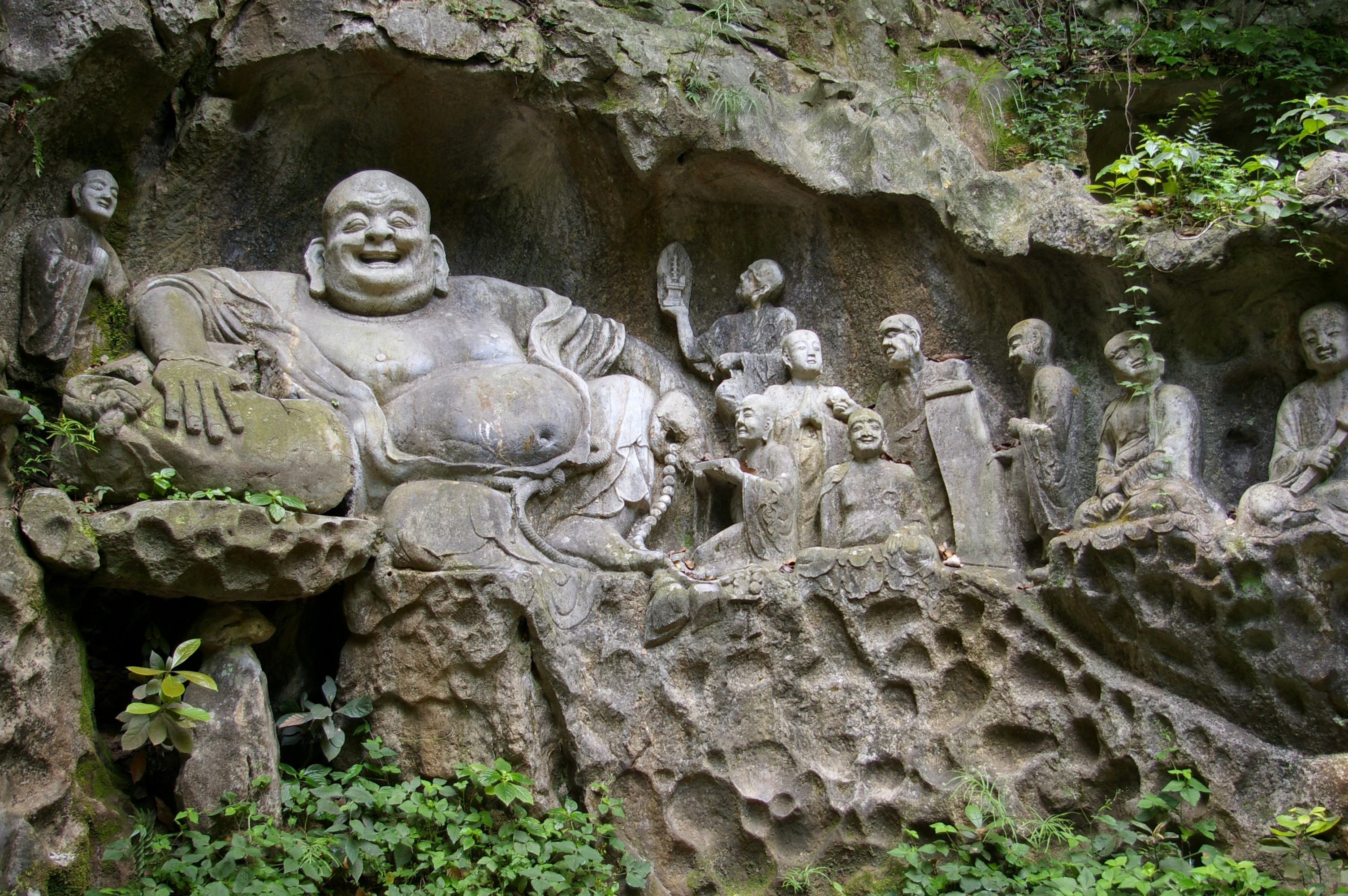
Śmiejący się Budda z wyznawcami

Feilai Feng (chiń. upr. 飞来峰; chiń. trad. 飛來峰; dosł. „Wierzchołek, który Przyleciał z Daleka”) – urwisko położone na zachód od Jeziora Zachodniego w Hangzhou w Chinach. Znane z 470 kamiennych płaskorzeźb buddyjskich pochodzących z X-XIV wieku. Nazwa urwiska pochodzi z legendy, wedle której w cudowny sposób przyleciało ono z Indii.
Urwisko ulokowane jest w sąsiedztwie świątyni Lingyin. Wśród płaskorzeźb znajdują się m.in. przedstawienia bodhisattwy Guanyin oraz śmiejącego się Buddy.